# 三岔镇 (黄龙县)
三岔镇，是中华人民共和国陕西省延安市黄龙县下辖的一个乡镇级行政单位。
2015年，陕西省民政厅批复同意撤销三岔乡，设立三岔镇。

## 行政区划
三岔镇下辖以下地区：
三岔村、贝坡村、申家塬村、曹家塬村、四条梁村、李家塔村、长石头村、梁家山村、木昌桥村、陈村、李家庄村和孟家山村。